# Aritomo Jamagata
Aritomo Jamagata (japonsky 山縣 有朋, Jamagata Aritomo; 14. června 1838 – 1. února 1922) byl japonský vojevůdce a politik. Byl mnohonásobným vůdcem japonské armády a předsedou vlády. Byl první premiér, který vládl podle Ústavy Meidži a musel si nechat schvalovat rozpočet a zákony částečně zvoleným parlamentem. Jako generál v roce 1877 potlačil sacumské povstání vedené Takamorim Saigóem. Během rusko-japonské války byl náčelníkem generálního štábu. Nejvíc ze všech osobností období Meidži byl zodpovědný za to, že se z Japonska stala imperialistická velmoc. V roce 1907 byl povýšen na prince a je považován za národního hrdinu. V soukromí byl také velmi talentovaným zahradním architektem, jehož zahrady jsou známými mistrovskými díly japonského zahradnického umění.